# Campeonato do Mundo de Hóquei em Patins de 2010 - Segunda Divisão
O Campeonato do Mundo de Hóquei em Patins - Segunda Divisão de 2010 foi a 14ª edição do torneio que promove equipes á divisão principal, deste torneio, três seleções garantem vaga no Campeonato do Mundo de Hóquei em Patins de 2011.

## Classificação Final
| P   | Seleção        |
| --- | -------------- |
| 1º  | Estados Unidos |
| 2º  | África do Sul  |
| 3º  | Países Baixos  |
| 4º  | Áustria        |
| 5º  | Macau          |
| 6º  | Uruguai        |
| 7º  | Egito          |
| 8º  | Austrália      |
| 9º  | Nova Zelândia  |
| 10º | Israel         |
| 11º | Japão          |
| 12º | Índia          |